# Поротова
По́ротова (рос. Поротова) — присілок у складі Шатровського району Курганської області, Росія. Входить до складу Кондінської сільської ради.
Населення — 104 особи (2010, 103 у 2002).
Національний склад станом на 2002 рік: росіяни — 93 %.